# 藏寶的比喻

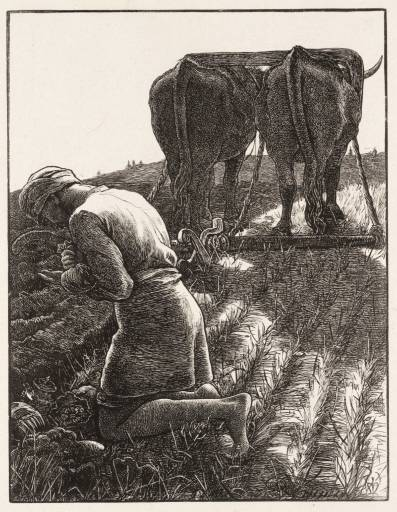

藏寶的比喻（英語：Parable of the Hidden Treasure）是耶稣说的一个未加解释的小比喻，被记载在《马太福音》第13章第44节。

## 圣经译文
|                                      | 天國好像寶貝藏在地裡。人遇見了，就把它藏起來；歡歡喜喜的去變賣一切所有的，買這塊地。 |
| ——《马太福音》第13章第44节（和合本） |                                                                                      |